# フアン・ビセンテ・デ・グエメス

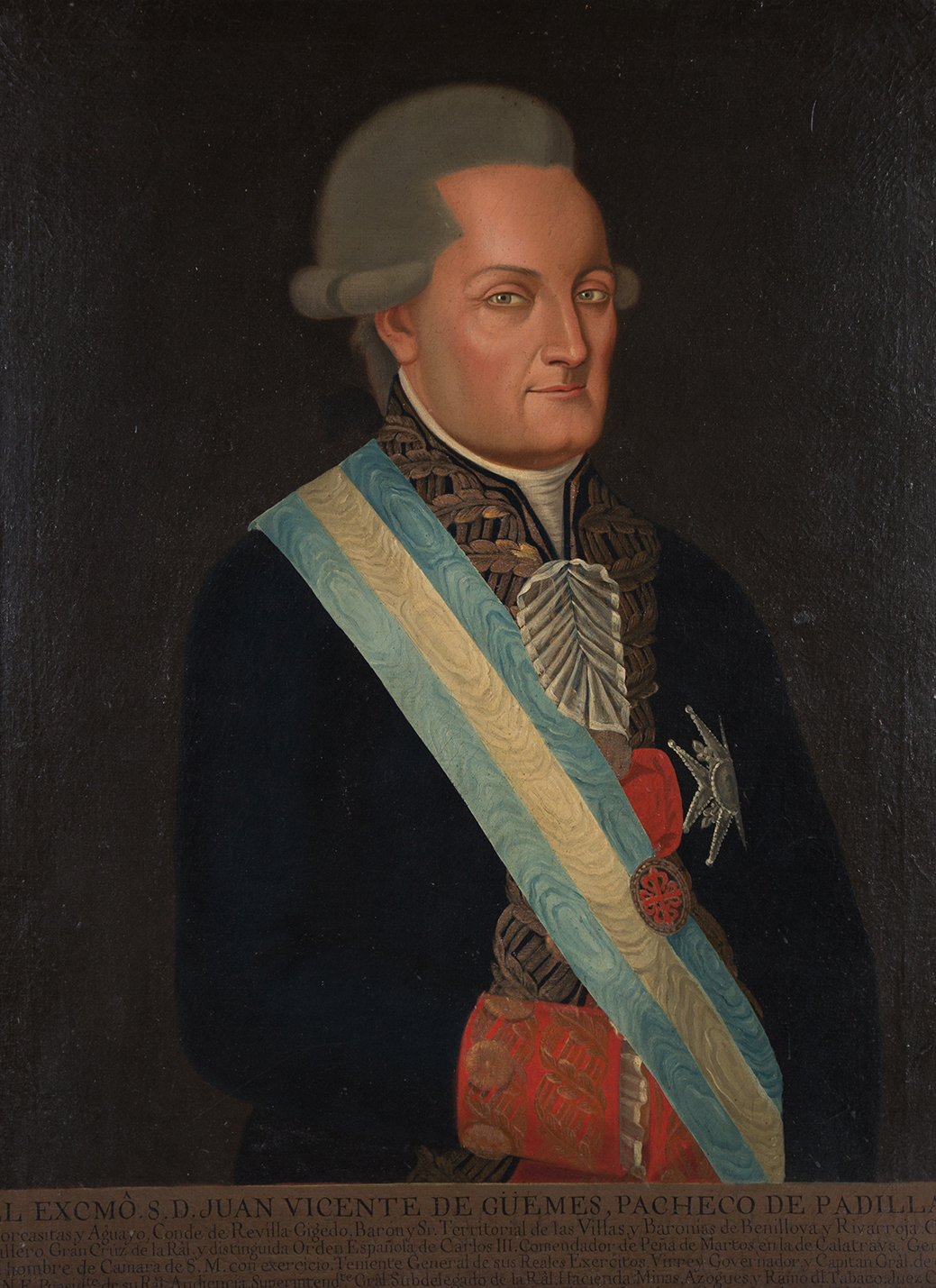
フアン・ビセンテ・デ・グエメス

第2代レビジャヒヘド伯爵フアン・ビセンテ・デ・グエメス・パチェコ・デ・パディージャ・オルカシタス・イ・アグワヨ（Juan Vicente de Güemes Pacheco de Padilla Horcasitas y Aguayo, II conde de Revillagigedo、1738年4月20日 - 1799年5月12日）は、スペインの軍人、政治家。第52代ヌエバ・エスパーニャ副王（在職期間1789-1794年）をつとめた。
メキシコの太平洋沖にある世界遺産のレビジャヒヘド諸島はグエメスから名を得ている。

## 生涯
フアン・ビセンテ・デ・グエメスは初代レビジャヒヘド伯爵 (es:Condado de Revilla Gigedo) であるフアン・フランシスコ・デ・グエメスの長男である。父がキューバ総監であったとき（在職期間1734-1746年）にハバナで生まれたクリオーリョだった。
父は1746年から1756年まで第41代ヌエバ・エスパーニャ副王の任にあり、8歳のグエメスは父とともにメキシコに渡った。1756年に一家はスペインに戻り、グエメスは軍人としての経験を積んだ。1766年に父が没すると、グエメスはレビジャヒヘド伯爵の爵位を継承した。1779年にはジブラルタル包囲戦に参加した。

### ヌエバ・エスパーニャ副王
1788年に即位したカルロス4世はグエメスをリオ・デ・ラ・プラタ副王に任命したが、任地に赴く前にヌエバ・エスパーニャ副王のマヌエル・アントニオ・フローレスが辞職したため、グエメスがその後継のヌエバ・エスパーニャ副王に就任し、1789年8月17日にメキシコシティに入った。
副王としてグエメスの関心は国土の美化と住民の生活条件の改良に向けられた。グエメスは首都メキシコシティの改善につとめ、また道路の建設や郵便事業の設立によって情報伝達が円滑に進むようにした。当時ひどく劣化した状態にあった大広場（今のソカロ）を改良し、市場をプラサ・デル・ボラドール (es:Plaza del Volador) に移した。美化事業で土地を掘り下げたために、有名な太陽の石を含むアステカ時代の遺物が出土した。道路に関してはとくに首都とベラクルスおよびトルーカを結ぶ街道に注力した。
文化振興にもつとめ、先住民のための学校や、鉱山学の教育機関を設立した。グエメスは木綿・亜麻・麻の繊維工場の設立を推進した。またメキシコの歴史に関する文献を収集し、国立公文書館 (es:Archivo General de la Nación (México)) を設立した。
北アメリカの北部太平洋岸にイギリスが植民する動きに脅威を感じ、前副王フローレスの時にホセ・エステバン・マルティネスによる北部太平洋岸の探検が行われていた。マルティネスはバンクーバー島西部のヌートカ湾を占領し、ここに停泊していたイギリス船を拿捕したが（ヌートカ事件）、前副王は戦争になることを恐れてヌートカ湾を放棄した。グエメスは新たに遠征隊を送りこむことを決めたが、実現したのは次のブランシフォルテ侯爵が副王になってからだった。グエメスはまた北西航路を求めてアレハンドロ・マラスピナ、ディオニシオ・アルカラ・ガリアーノ、カイェターノ・バルデス、ハシント・カーマニョらに命じて何度も探検隊を派遣したが成功しなかった。

### 晩年
国務大臣に就任したマヌエル・デ・ゴドイは1794年に自分の義兄であるブランシフォルテ侯爵ミゲル・デ・ラ・グルア・タラマンカを新たなヌエバ・エスパーニャ副王に選んだ。
スペインに帰国後はバルセロナ総監や砲兵司令官などの任務を与えられたが、すでに病身であり、引退して1799年にマドリードで没した。